# Johann August Lehmann
Johann August Lehmann (* 24. September 1802 in Königsberg i. Pr.; † 6. Dezember 1883 in Elbing) war ein deutscher Gymnasiallehrer.

## Leben
Lehmanns Vater war J. F. Lehmann, Professor der Philosophie an der Kgl. Universität und Direktor des Kneiphöfischen Gymnasiums in Königsberg.
Johann August Lehmann besuchte die Domschule und das Collegium Fridericianum. Von 1820 bis 1824 studierte er an der Albertus-Universität Königsberg Philologie und Philosophie. Er war dreieinhalb Jahre Mitglied des philologischen Seminars unter Christian August Lobeck und zweieinhalb Jahre zweiter Lehrer am pädagogischen Seminar unter Johann Friedrich Herbart. Ein halbes Jahr lang war er Hilfslehrer am Friedrichskollegium. Im Dezember 1824 wurde er ordentlicher Lehrer an der höheren Bürgerschule neben St. Peter und Paul (Danzig). Ab Michaelis 1825 am Akademischen Gymnasium Danzig, war er daneben einige Jahre Lehrer an der höheren Töchterschule. Als Oberlehrer rückte er 1833 in die vierte Professorenstelle. Im Juni 1836 wurde er zum Direktor des Kgl. Gymnasiums Marienwerder ernannt. 1852 erhielt er vom Großherzog Carl Friedrich (Sachsen-Weimar-Eisenach) die goldene Civil-Medaille am Landesfarbigen Bande.  Verdient machte er sich um den Altpreußischen Dichterverein, der 1856–1859 den Ost- und Westpreußischen Musen-Almanach herausgab. Ostern 1865 pensioniert, lebte er eine Zeitlang in Danzig.

## Mitgliedschaften
- Gelehrtenverein für Deutsche Sprache (Frankfurt a. O., April 1835)
- Königliche Deutsche Gesellschaft (Königsberg, Januar 1837)

## Veröffentlichungen
- De Graecae linguae transpositione. Danzig 1832. 41 S.[3]
- Allgemeiner Mechanismus des Periodenbaues nebst einem Versuche, an ihn eine Kritik der deutschen Periode anzuknüpfen. Danzig 1833.
- Deutsches Lesebuch für Gymnasien und höhere Bürgerschulen, 4 Bände. Danzig 1835.
- Gesangbuch für Schulen, 2. Aufl. 1842, 1850.
- Erklärungen zu der Elegie Klopstocks: „Die frühen Gräber“. Marienwerder 1843. 19 S.[4]
- Über die Volksmundarten in Preußen. Lessings Nathan. Mery und Barthelemy. Besuch bei Linné. Esaias Tegnér. Fröhlichs Fabeln. Preußische Provinzblätter. 1842–1845.
- Strandlieder von O. R. Johannes, 2. Aufl. 1850 und 1855.
- Sprachliche Bemerkungen über Lessing. 1. Heft. Marienwerder 1862. 37 S.[4]
- Marienwerder
  - Geschichtliche Nachrichten über das Königliche Gymnasium zu Marienwerder. Marienwerder 1838. 52 S.[4]
  - Übersicht zur Chronik des Kgl. Gymnasiums zu Marienwerder für den Zeitraum von 1836 bis 1851. Marienwerder 1851. S. 21–31.[4]
  - Übersicht zur Chronik des Kgl. Gymnasiums zu Marienwerder für den Zeitraum von 1851 bis 1862. Marienwerder 1862. S. 39–45.[4]
- Preußen
  - Borussia, Sammlung deutscher Gedichte aus dem Gebiet der Geschichte Preußens, 2 Bde. 2. Aufl. 1843. 1855.
  - Über Schulbehörden des preußischen Staates. 1850.
  - mit Jacobi und Jacobson (Hrsg.): Ost- und Westpreußischer Musenalmanach. 1856 ff.
- Goethe
  - Über Goethes Novelle: „Das Kind mit dem Löwen“. Marienwerder 1846. 18 S.[4]
  - Über Goethes Sprache und ihren Geist, Zweites Heft. Marienwerder 1849. 37 S.[4]
  - Über Goethes Lieblingswendungen und Lieblingsausdrücke. Marienwerder 1840. 44 S.[4]
  - Goethes Liebe und Liebesgedichte. 1852.
  - Goethes Sprache und ihr Geist. 1852.
- Nibelungenlied
  - Sprachliche Studien über das Nibelungenlied, 1. Heft. Satzstellung. Marienwerder 1856. 24 S.[4]
  - Sprachliche Studien über das Nibelungenlied, 2. Heft. Satzstellung. Marienwerder 1857. 23 S.[4]